# Saint-Céols
Saint-Céols è un comune francese di 18 abitanti situato nel dipartimento del Cher, nella regione del Centro-Valle della Loira.

## Società

### Evoluzione demografica
Abitanti censiti